# Maria Likarz
Maria Likarz (ur. 28 marca 1893 w Przemyślu, zm. 10 listopada 1971 w Rzymie) – projektantka, graficzka, pracownica Wiener Werkstätte.

## Życiorys
W latach 1908–1910 uczęszczała do Szkoły Sztuk Pięknych dla Pań i Dziewcząt w Wiedniu. W latach 1910–1914 studiowała sztukę w wiedeńskiej Szkole Rzemiosła Artystycznego pod kierunkiem Josefa Hoffmanna i Antona Kennera.
W latach 1916–1920 była nauczycielką w Szkole Rzemiosłą w Halle. Była pierwszą kobietą w gronie pedagogicznym, która zbudowała warsztat do obróbki emalii.
W latach 1912–1914 oraz 1920–1931 pracowała jako graficzka w Wiener Werkstätte. Zajmowała się głównie grafiką użytkową. Projektowała pocztówki, reklamy, plakaty, ogłoszenia, ekslibrisy, papier pakowy, papier biurowy i papier marmurowy (maczany). Później poświęciła się ceramice i emalii, a następnie zajęła się modą. Projektowała m.in. akcesoria dla kobiet oraz kartki z propozycjami kobiecych strojów w secesyjnej stylistyce.
Jej prace były wielokrotnie pokazywane na wystawach (np. wystawa mody w 1915, wystawa sztuki w 1920, Targi Niemieckie w Monachium w 1922, wystawa prac współczesnego rękodzieła austriackiego w 1923, Wystawa Sztuki Chrześcijańskiej w 1925/1926, Exposition Internationale des Arts Décoratifs et Industriels Modernes w Grand Palais w Paryżu w 1925, Haga w 1927/1928, wystawa Werkbundu w 1930, Exposition de la Société des Artistes Décorateurs w Grand Palais w Paryżu w 1930).
Tworzyła także dekoracje sceniczne (Stadttheater Halle, 1918) i malowidła ścienne (pokoje rekreacyjne firmy Bernhard Altmann w Wiedniu, 1928; chinoiserie w żółtej sali wiedeńskiego Kaiserbaru). Wraz z Vally Wieselthier zaprojektowała płaskorzeźby dla Oskara Strnada, które były pokazywane na Targach Niemieckich w Monachium w 1922.
Od 1931 samodzielnie pracowała w Wiedniu. W 1938 wraz z mężem, żydowskim lekarzem Richardem Straussem, wyemigrowała na chorwacką wyspę Korčula. Następnie wyjechała do Rzymu. Pracowała tam głównie jako ceramiczka.